# Ernst-Edmund Keil
Ernst-Edmund Keil (Duisburg, Alemanya, 12 de desembre de 1928 - Tegernsee, Alemanya, 16 de novembre de 2021) fou un escriptor, traductor i professor alemany.
Nascut a Huckingen, barri del sud de Duisburg, va créixer a Düsseldorf, Lüdenscheid, Münster, Berlín i Rosenheim. Va estudiar a l'escola primària de Düsseldorf, i després del batxillerat va estudiar alemany, anglès i història de l'art a la Universitat de Bonn. Durant els seus estudis va començar a publicar poemes i articles periodístics en la premsa local. Després va treballar temporalment com a professor de secundària. El 1963 es va traslladar a Espanya, on va exercir com a professor d'alemany fins al 1967 i com a cap del seminari de filologia alemanya a la Universitat de València del 1967 al 1973. Va traduir obres literàries de l'espanyol a l'alemany, i també va contribuir a la traducció de textos en prosa, poesia i obres de teatre alemanys al castellà. Després del seu retorn a Alemanya, va dur a terme diverses activitats, com a professor d'institut, professor d'un col·legi comunitari, editor i rapsode. Després d'una estada a Baviera, es va establir temporalment a Bonn, Schuld (Ahr) i Bad Neuenahr. Del 1997 al 2010 va viure a Sinzig-Bad Bodendorf, i a partir de llavors a Tegernsee, a l'Alta Baviera. Autor de contes, assaigs i poemes, a més d'editor i traductor, d'ençà del 1988 fou escriptor independent, i membre de l'Associació d'Escriptors Alemanys.

## Obres
- Ende und Anfang (Fi i principi). Bonn, 1980
- Tod einer Puppe (Mort d'una nina). Bonn, 1980
- Sigismund von Radecki. Bonn, 1981
- Einladung nach Schuld (Invitació al deure). Siegburg, 1982, 1985, 1993
- Franz Kafka. Bonn, 1983
- Licht der Levante (Llum del Llevant). Sankt Augustin, 1983, 1984
- Hund mit Dame und andere (sa)tierische Geschichten (Gos amb Senyora i altres històries animals). Sankt Augustin, 1984
- Augenblicke früh (Primers moments). Sankt Augustin, 1986
- Jahrentlang (Durant molt de temps). Esslingen a. N., 1986
- Rückkehr nach Ithaka (Retorn a Ítaca). Sankt Augustin, 1986
- Vernissage. Hagen, 1986
- Hommage à Kafka und andere Prosa-Etüden (Hommage à Kafka i altres estudis en prosa). Sankt Augustin, 1988
- Rückkehr an die Ahr (Retorn a l'Ahr). Alfter, 1990
- The Happy Birthday/Die Bayrische Witwe (The Happy Birthday / La viuda bavaresa). Bonn, 1995
- In der Fremde zu Haus oder Rückkehr ins Paradies (A casa en l'estranger o tornar al paradís). Alfter, 1995
- Bodendorfer Gedichte 2000-2005 (Poemes de Bodendorf). Remagen, 2005
- «Das Abenteuer der Übersetzung» (L'aventura de la traducció), en: Homenaje a Herta Schulze Schwarz. València, 2007

## Traduccions a l'alemany
- Ignacio Aldecoa. Bitter wie eine Zitronenschale und andere Erzählungen. Recklinghausen, 1969
- Rodrigo Rubio, Gepäck der Liebe. Recklinghausen, 1967; 2a ed. Múnic, 1973
- Dámaso Alonso, «Bécquers Originalität», en: Autors diversos, Essays zur Spanischen Literatur. Múnic, 1974
- William Shakespeare, Ausgewählte Sonette. Bonn, 1980
- Luis de León, Ausgewählte Gedichte. Düsseldorf, 1989

## Traduccions al castellà
- Peter Weiss, La indagación. Barcelona, 1968 (en col·laboració amb Jacobo Muñoz)
- Rolf Hochhuth, Soldados. Barcelona, 1969 (amb Jacobo Muñoz)
- Wolfdietrich Schnurre, Poemas. Madrid, 1969 (amb Juan Oleza)
- Gisela Elsner, El retoño. Barcelona, 1970 (amb Juan Oleza)
- Friedrich Hölderlin, Poemas. València, 1970 (amb Jenaro Talens)
- Franz von Kutschera, Significado y uso de las palabras. Madrid, 1971 (amb J. Blasco)
- Johann Wolfgang von Goethe, Poemas del "Divan de oriente y occidente". Màlaga, 1972 (amb Jenaro Talens)
- Andreas Gryphius, Poemas. València, 1972 (amb César Simón)
- Poesía expresionista alemana. Madrid, 1981 (amb Jenaro Talens)
- Novalis, Escritos escogidos. Madrid, 1984 (amb Jenaro Talens)